# António José da Silva Garrido
António José da Silva Garrido (* 3. Dezember 1932 in Vieira de Leiria; † 10. September 2014) war ein portugiesischer Fußballschiedsrichter.

## Sportlicher Werdegang
Garrido leitete ab 1964 Spiele in der Primeira Divisão und war ab 1973 im Europapokal sowie im folgenden Jahr bei A-Länderspielen aktiv. Dabei feierte er beim Aufeinandertreffen von Wales und Ungarn im Rahmen der Qualifikation zur Europameisterschaft 1976 im Oktober 1974 im Cardiffer Ninian Park sein Debüt. 
Im November 1977 wurde Garrido das Hinspiel um den UEFA Super Cup anverantwortet, der Hamburger SV und der spätere Titelträger FC Liverpool trennten sich im Volksparkstadion mit einem 1:1-Remis voneinander. Nachdem er unter anderem das Halbfinalrückspiel zwischen dem FK Austria Wien und dem FK Dynamo Moskau im Europapokal der Pokalsieger 1977/78 geleitet hatte, in dem der österreichische Klub im Elfmeterschießen den Aufstieg ins Endspiel schaffte, gehörte er zu den UEFA-Vertretern bei der Weltmeisterschaftsendrunde 1978. Dort leitete er das Auftaktspiel des Gastgebers und späteren Weltmeisters Argentinien gegen Ungarn. Zudem war es zweimal als Linienrichter im Einsatz, darunter als Assistent von Abraham Klein neben dem Polen Alojzy Jarguz beim als „Córdoba 1978“ in die Fußballgeschichte eingegangenen 3:2-Erfolg Österreichs über den amtierenden Weltmeister Deutschland. Im Mai 1979 übernahm er die Spielleitung beim Duell von England gegen Schottland im abschließenden Spiel um die British Home Championship 1978/79, in dem der Titelgewinn ausgespielt wurde. Im Wembley-Stadion setzte sich dabei der Gastgeber mit 3:1 durch.
Im Europapokal der Landesmeister 1979/80 leitete Garrido das Finale zwischen Nottingham Forest und dem Hamburger SV, durch einen Treffer von John Robertson verteidigte der englische Klub seinen Titel erfolgreich. Bei der anschließenden Europameisterschaft 1980 pfiff er das abschließende Gruppenspiel zwischen Italien und Belgien, das 0:0-Unentschieden endete. Zwei Jahre später gehörte er zu den Schiedsrichtern beim WM-Turnier 1982, bei dem er unter anderem das Spiel um den dritten Platz zwischen Polen und Frankreich leitete. Im folgenden Jahr beendete er aus Altersgründen seine aktive Laufbahn.
Später war Garrido zeitweise für das Schiedsrichterwesen bei der Federação Portuguesa de Futebol zuständig und saß bei Weltmeisterschaftsturnieren in der FIFA-Schiedsrichterkommission. 2005 wurde er als Zeuge im als Apito Dourado bezeichneten Korruptionsverfahren im portugiesischen Fußball befragt.